# جان فروز
جان‌فروز، در شاهنامه فردوسی، نام یکی از دلاوران سپاه بهرام چوبین در نبرد با خسرو پرویز بود. نام او یک‌بار در شاهنامه آمده است.
تنها بیت شاهنامه که فردوسی در آن جان فروز را مورد اشاره قرار داده است، بیت زیر می باشد:
| یکی بُد کجا نام او جان فروز |  | که تیره شبان برگزیدی به روز |